# ヘンケ (小惑星)
ヘンケ (2005 Hencke) は小惑星帯に位置する小惑星である。スイスの天文学者、パウル・ヴィルトがベルン大学のツィンマーヴァルト天文台で発見した。
2つの小惑星 (5) アストラエアと (6) ヘーベを発見したドイツの天文学者、カール・ヘンケから命名された。